# Ruisseau des Breau
Ne doit pas être confondu avec Ruisseau-des-Breau.
Le ruisseau des Breau est un cours d'eau de la province canadienne du Nouveau-Brunswick. Celui-ci prend sa source dans la colline Coppermine et se déverse 17 kilomètres plus loin après avoir traversé le hameau de Ruisseau-des-Breau, à Memramcook.